# Glenea vigintiduomaculata
Glenea vigintiduomaculata är en skalbaggsart som först beskrevs av Thomson 1858.  Glenea vigintiduomaculata ingår i släktet Glenea och familjen långhorningar.
Artens utbredningsområde är Gabon. Inga underarter finns listade i Catalogue of Life.